# Helmut Orphal
Helmut Orphal (* 1926 in Ratzdorf; † 22. März 2021 in Berlin) war ein deutscher evangelisch-lutherischer Pfarrer an der Berliner Marienkirche.

## Leben
Orphal war der Sohn des Pfarrers und Widerstandskämpfers gegen den Nationalsozialismus Ernst Orphal. Er studierte nach Erlangung der Hochschulreife Evangelische Theologie und wurde anschließend in das Vikariat der Evangelischen Kirche von Berlin-Brandenburg übernommen. Nach Absolvierung seiner Vikariatszeit wurde er zum Pfarrer ordiniert und übte Ende der 1950er-Jahre eine Tätigkeit in der Geschäftsstelle der Evangelischen Studentengemeinden (ESG) in Berlin aus. Dort organisierte er mehrere ESG-Sommerkonferenzen in der Lutherstadt Wittenberg, für die er Arbeitsmaterial zusammenstellte. Von 1970 bis 1991 betreute er über zwei Jahrzehnte lang das Pfarramt an der St.-Marien-Kirche im Zentrum von Berlin (Ost). Er wurde Promotor des Projekts „Offene Kirche“ und führte in den Jahren seines Dienstes zahlreiche Reisegruppen und Delegationen durch das Gotteshaus neben dem Fernsehturm.
Orphal war Mitglied der Christlichen Friedenskonferenz  und beteiligte sich an der I. Allchristlichen Friedensversammlung (ACFV) 1961 und der III. ACFV (1968), die in Prag stattfanden. Von der letzteren wurde er auch in deren Ausschuss zur Fortsetzung der Arbeit  gewählt.
Im Jahre 1985 gehörte er als Gast zu den Mitgliedern des Komitees der DDR für die Feierlichkeiten zum 750-jährigen Bestehen der Stadt Berlin.
Während der Friedensdekade der Evangelischen Kirche im November 2000 enthüllte er eine Gedenktafel an der St.-Jacobi-Kirche von Sangerhausen, an der sein Vater als Mitglied der Bekennenden Kirche gegen das NS-System Stellung bezogen hatte. Die Anbringung der Tafel war vom Geschichtsverein Sangerhausen initiiert worden.
Orphal hatte zwei Söhne, darunter den Physiker und Klimaforscher Johannes Orphal.

## Werke

### Als Koautor
- Bruno Schottstädt (Hg.): Konkret – Verbindlich. Notizen aus der DDR (Darin Bruno Schottstädt: Grußadresse an Horst Symanowski)
- Helmut Orphal: Zum Weg der Kirche in der sozialistischen Gesellschaft der DDR
- Fritz Mewes: Miteinander für den Menschen
- Günter Jacob: Predigt und gesellschaftliche Existenz
- Albrecht Schönherr: Unser Christsein wird heute nur in zweierlei bestehen: im Beten und im Tun des Gerechten unter den Menschen
- Bruno Schottstädt: Gedanken zur Seelsorge heute und zum Feiern mit Zeitgenossen
- Herbert Landmann: Gedanken zur Nächstenliebe in der sozialistischen Gesellschaft;
- Gerhard Johann: Die Verwirrung der Gemeinde
- Johannes Cieslak: Zu den Spannungen in der Kirche
- Jürgen Michel: Gegenwärtige Spannungen in der Kirche
- Martin Ziegler: Zur Neuordnung kirchlicher Leitungstätigkeit
- Carl Ordnung: Lenins revolutionärer Realismus und die Theologie der Revolution
- Horst Berger: Einige Gedanken und Versuche auf dem Wege vom ideologischen zum spielerischen Christ-Sein, Herbert Reich Hamburg-Bergstedt 1971